# Anua indistincta
Anua indistincta là một loài bướm đêm trong họ Erebidae.